# مخلص کاشانی

دیوان مخلص کاشانی

میرزا محمد نراقی کاشانی یا مخلص کاشانی، با تخلص مخلص از شاعران ایرانی سده دوازدهم هجری و پیرو سبک هندی (کاشانی) بود. از او با نام مخلص قمی و مخلص نراقی هم یاد شده‌است.

## زندگی‌نامه
او از شاعران اواخر عهد صفوی و همدوره با شاه سلطان حسین بود. وی اهل سیر و سفر بوده و در دیوانش از تبریز، کعبه، نجف و کربلا یاد می‌کند. دیوان شعر وی توسط میراث مکتوب در سال ۱۳۷۹ و به تصحیح حسن عاطفی که شامل حدود ۲۵۰۰ بیت شعر است، چاپ شده‌است. مخلص به شعر صائب تبریزی عنایت بسیار داشت و با حزین لاهیجی معاصر بوده‌است. او در اواخر عمر به علت شهرتش مورد توجه بزرگان قرار گرفت و به اصفهان رفت و در سال ۱۱۵۰ قمری در اصفهان درگذشت.

## نمونه شعر
از اشعار اوست:
| روز ما بی تو سیاهست، بیا |  | حال ما بی تو تباهست، بیا  |
| دیده‌ها بس که بود در راهت |  | جاده یک مدّ نگاهست، بیا    |
| گر خریدار متاع نظری      |  | چشم بسیار به راهست، بیا   |
| وحشت از کثرت عشاق مکن    |  | حشمت شه ز سپاهست، بیا     |
| رنگ ما رونق مهتاب شکست   |  | فیضها با شب ماهست، بیا    |
| گفتی آیم به وداعت دم نزع |  | تا رمق در تن ما، هست، بیا |
| گر سر پرسش «مخلص» داری   |  | حال بیچاره، تباهست، بیا   |

و جای دیگر:
| بی‌حضور قلب، «مخلص» در دعا تأثیر نیست |  | فتح آن اقلیم، کی با دست تنها می‌شود |